# Veritas förlag
Veritas Förlag är ett svenskt bokförlag som är helägt av Stockholms katolska stift. Det bedriver produktion, distribution och försäljning av katolsk litteratur, skrifter och andra publikationer inom ämnena teologi, liturgi, historia, filosofi, skönlitteratur samt biografier.
Sedan 2017 är teol. dr Anna Minara Ciardi förlagschef. Hon efterträdde fil. dr Hans Hellström, som var förlagschef 2002–2016.